# أحمد درويش (لاعب كرة قدم مواليد 1984)
أحمد فرج درويش (مواليد 29 أكتوبر 1984) هو لاعب كرة قدم سعودي دولي سابق .
لعب في مشواره مع النادي الأهلي من 2004 إلى عام 2013 و مثل المنتخب السعودي في كأس آسيا 2007 .
حقق مع الأهلي الدوري السعودي لدرجة الشباب 2002-2003 .
وكأس الأمير فيصل بن فهد 2006-2007
وكأس ولي العهد 2006-2007
وكأس الخليج للأندية 2008
وكأس الملك موسمي 2010-2011 و 2011-2012 .

## وصلات خارجية
- أحمد درويش على موقع قاعدة بيانات كرة القدم.إي يو (الإنجليزية)
- أحمد درويش على موقع ناشيونال فوتبول تيمز (الإنجليزية)
- أحمد درويش